# Hoplomaladera hualiensis
Hoplomaladera hualiensis är en skalbaggsart som beskrevs av Kobayashi 2001. Hoplomaladera hualiensis ingår i släktet Hoplomaladera och familjen Melolonthidae. Inga underarter finns listade i Catalogue of Life.